# Dianthidium floridiense
Dianthidium floridiense är en biart som beskrevs av Schwarz 1926. Dianthidium floridiense ingår i släktet Dianthidium och familjen buksamlarbin. Inga underarter finns listade i Catalogue of Life.